# Animal Tracks
Animal Tracks è il secondo album in studio della discografica britannica del gruppo rock inglese The Animals, pubblicato nel 1965.

## Tracce
Side 1
1. Mess Around (Ahmet Ertegün) – 2:23
2. How You've Changed (Chuck Berry) – 3:15
3. Hallelujah I Love Her So (Ray Charles) – 2:49
4. I Believe to My Soul (Ray Charles, Allan Learner) – 3:28
5. Worried Life Blues (Big Maceo Merriweather) – 4:16
6. Roberta (Al Smith, John Vincent) – 2:07

Side 2
1. I Ain't Got You (Clarence Carter)  – 2:32
2. Bright Lights, Big City (Jimmy Reed) – 2:57
3. Let the Good Times Roll (Shirley Goodman, Leonard Lee) – 1:57
4. For Miss Caulker (Eric Burdon) – 4:02
5. Roadrunner (Ellas McDaniel) – 2:49

## Formazione
- Eric Burdon – voce
- Alan Price – tastiere
- Hilton Valentine – chitarra
- Chas Chandler – basso
- John Steel – batteria